# سایمون کاکس
سایمون ریچارد کاکس (انگلیسی: Simon Richard Cox؛ زادهٔ ۲۸ آوریل ۱۹۸۷) بازیکن فوتبال اهل کشور ایرلند است.
وی برای تیم ملی ایرلند ۳۰ بازی انجام داده و ۴ گل به ثمر رسانده‌است. پست تخصصی این بازیکن نیز، مهاجم است.